# Zhang Zeduan
Zhang Zeduan (chiń. upr. 张择端; chiń. trad. 張擇端; pinyin Zhāng Zéduān), znany również jako Zhengdao (chiń. upr. 正道); ur. 1085, zm. 1145/ur. 1063, zm. 1168) – malarz chiński z czasów dynastii Song.

## Życiorys

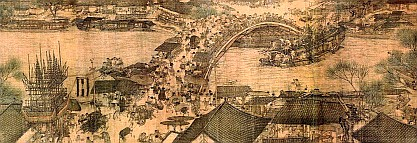
Widok wzdłuż rzeki podczas święta Qingming autorstwa Zhang Zeduana

Zhang Zeduan urodził się w XI wieku naszej ery. Niektóre źródła podają, że przyszedł na świat w 1085 roku, inne natomiast w 1063. Urodził się w miejscowości Zhucheng. We wczesnym dzieciństwie pozostawał pod wpływem konfucjanizmu i studiował klasykę konfucjańską. Gdy osiągnął pełnoletność, zdał egzamin okręgowy i wyjechał do stolicy. Zhang Zehuan studiował tam malarstwo. Jego specjalnością było trójwymiarowe malarstwo architektoniczne (jiehua), a szczególnym upodobaniem charakteryzował się malowaniem łodzi.
Za czasów swojej kariery, jak sugeruje historyk Roderick Whitfield, Zhang Zeduan był uczniem innego chińskiego malarza, Wei Xiana.
Zhang Zeduan jest autorem obrazu Widok wzdłuż rzeki podczas święta Qingming, który dzięki swojej sławie bywa określany jako "Chińska Mona Lisa".
Zhang Zeduan zmarł w 1145 lub w 1168 roku.